# Хойниці (гміна)
Гміна Хойниці (пол. Gmina Chojnice) — сільська гміна у північній Польщі. Належить до Хойницького повіту Поморського воєводства. Станом на 31 грудня 2011 у гміні проживало 17696 осіб.

## Територія
Згідно з даними за 2007 рік площа гміни становила 458.34 км², у тому числі:
- орні землі: 49.00%
- ліси: 38.00%

Таким чином, площа гміни становить 33.60% площі повіту.

## Населення
Станом на 31 грудня 2011:
| Опис     | Загалом | Загалом | Чоловіки | Чоловіки | Жінки | Жінки |
| -------- | ------- | ------- | -------- | -------- | ----- | ----- |
| одиниця  | осіб    | %       | осіб     | %        | осіб  | %     |
| все      | 17696   | 100     | 8950     | 50.58    | 8746  | 49.42 |
| міське   | 0       | 100     | 0        |          | 0     |       |
| сільське | 17696   | 100     | 8950     | 50.58    | 8746  | 49.42 |

## Сусідні гміни
Гміна Хойніце межує з такими гмінами: Бруси, Камень-Краєнський, Кенсово, Конажини, Ліпниця, Тухоля, Черськ, Члухув.